# Josep Maria Ripoll
Josep Maria Ripoll i Peña est un écrivain catalan né à Barcelone le 31 mai 1962 et résidant à Sabadell. Il publie en langue catalane des recueils de poésie, des critiques d'art et de littérature et participe à l'édition de collections poétiques.

## Biographie
Sa famille s'installant à Sabadell lorsqu'il a six ans, Josep Maria Ripoll Peña y effectue ses études. Après avoir obtenu une licence de philologie catalane et de philologie castillane il y est enseignant en langue et littérature catalanes.
Entre 1982 et 1986 Josep Maria Ripoll est coordinateur de la revue littéraire Fragments (cinq numéros) puis, à partir de 2001, est l'un des fondateurs de la collection Papers de Versàlia qui publie de 2002 à 2010 des plaquettes de poésie illustrées de dessins, numérotées de A (Ara) à Z (Zero). 
En 2011 succède à cette collection une série de volumes d'essais, Quaderns de Versàlia, sur Rainer Maria Rilke (printemps 2011, 136 p.,  (ISBN 978-84-615-0545-6), Emily Dickinson (printemps 2012, 234 p.,  (ISBN 978-84-615-7993-8), Giuseppe Ungaretti (printemps 2013, 368 p.,  (ISBN 978-84-616-3428-6), W. H. Auden (printemps 2014, 290 p.,  (ISBN 978-8461691494), Paul Éluard (septembre 2015, 225p.)  (ISBN 978-84-608-2017-8) , Pier Paolo Pasolini (novembre 2016, 249 p.)  (ISBN 978-84-617-5213-3). 
Josep Maria Ripoll publie également des articles de critique littéraire dans Diario de Barcelona, El Observador, El Temps, Lletra de canvi et collabore à Avui et à Serra d'Or.

## L'œuvre
La poésie de Ripoll est riche en références, parfois issues du monde du cinéma, et entretient souvent des rapports avec le monde de la peinture. Elle se déploie sur plusieurs niveaux, du mouvement érotique et amoureux à une attitude contemplative et à un lyrisme douloureux ou indigné, en une distance humoristique qui n'exclut pas l'auto-dérision.
Participant à un recueil collectif d'épitaphes imaginaires, le poète résume par avance sa destinée : « Maintenant que je me suis fait silence / tout ce qui reste de moi sont des paroles ».

## Écrits

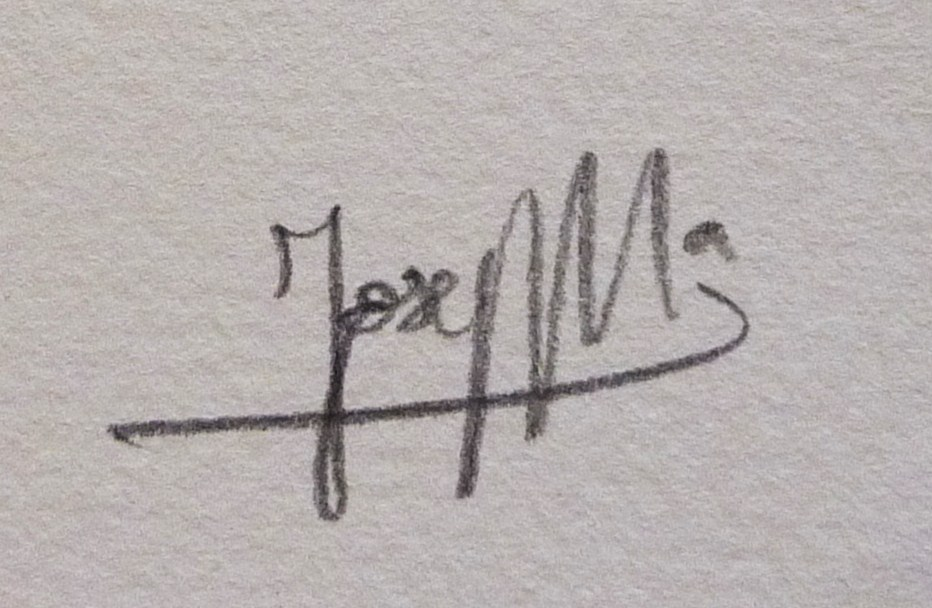
Signature de Josep Maria Ripoll

### Poésie
- Homenatges i Sàtires, Sabadell, 2002
- Dels marges, six dessins de Natividad Ayala, préface d'Antoni Clapés, Papers de Versàlia, Sabadell, 2004  (ISBN 84-609-2816-0)
- Poemes del tedi, dessins de Xavier Oriach, Artiletres, Castellar del Vallès, 2004
- Josep Maria Ripoll (traductions de Nathalie Bittoun, Joaquim Sala-Sanahuja, Lluna Llecha et Robert Ferrer), dans Dins la goia de la guineu – Dans la gueule du renard, poetes catalans i quebequesos, Emboscal Editorial, 2009  (ISBN 978-84-92563-28-9)
- Dir, image de Xavier Oriach, éditions Proa, Barcelone, 2009, Prix Agustí Bartra 2008  (ISBN 978-84-8437-589-0)
- Entre une Riba i l'altra, dix gravures d'Assumpció Oristrell, préface de Joaquim Sala-Sanahuja, Sabadell, 2012
- Interiors i paisatges, quatre dessins d'Assumpció Oristrell, prologue de Joaquim Sala-Sanahuja, Papers de Versàlia, Sabadell, 2017  (ISBN 978-84-617-9088-3)

### Recueils collectifs
- Devorat : l'inefable el va temptar, Papers de Versàlia n° Ara, Sabadell, hiver 2001
- Estic de pas : em plau l'efímer, Papers de Versàlia n° Blau, Sabadell, printemps 2002
- La pedra s'ha fet alta, Papers de Versàlia n° Call, Sabadell, automne 2002
- Sigues la pura impuresa, Papers de Versàlia n° Dins, Sabadell, hiver 2003
- Seràs record de tu mateix, Papers de Versàlia n° Eix, Sabadell, printemps 2003
- Per vetllar en la tenebra, Papers de Versàlia n° Franc, Sabadell, automne 2003
- Per un camí de veus cremades, Papers de Versàlia n° Gir, Sabadell, hiver 2004
- Que bategui com une ala, Papers de Versàlia n° Hic, Sabadell, printemps 2004
- I en va tenim voluntat de parella, Papers de Versàlia n° Ibis, Sabadell, automne 2004
- Aquella nostàlgia del país ignorat, Papers de Versàlia n° Junts, Sabadell, hiver 2005
- La primera paraula : tinc por, Papers de Versàlia n° K, Sabadell, printemps 2005
- Com l'edat d'or des de la terra obscura, Papers de Versàlia n° LLop, Sabadell, automne 2005
- I tu, Sísif, t'asseus a la teva pedra, Papers de Versàlia n° Mite, Sabadell, hiver 2006
- Coses i noms per dins tenen un pacte, Papers de Versàlia n° Nu, Sabadell, printemps 2006
- Ai, quin reriure, al Pla del Viure, Papers de Versàlia n° Oi, Sabadell, hiver 2006
- A la pintura, (poèmes sur des peintures de Ramiro Fernández, Xavier Oriach, Natividad Ayala, Alfons Borrell, Pep Sallés et Jerónimo Prieto), Papers de Versàlia n° Plec, Sabadell, hiver 2007
- I l'un sense l'altre no gosa existir, Papers de Versàlia n° Què, Sabadell, printemps 2007
- On el xiprer vigila, Papers de Versàlia n° Res, Sabadell, automne 2007
- Jo em veig en tu si em veus, Papers de Versàlia n° Tu, Sabadell, printemps 2008
- Joia de les fulles altes, Papers de Versàlia n° U, Sabadell, automne 2008
- Sóc en l'antiga llar de, Papers de Versàlia n° Vers, Sabadell, hiver 2009
- Perquè la ciutat és sempre la mateixa, Papers de Versàlia n° Walden, Sabadell, printemps 2009
- Subjugat per les dòcils arrels, Papers de Versàlia n° X, Sabadell, automne 2009
- Nasqué del cant i de la lira, Papers de Versàlia n° Y, Sabadell, hiver 2010

### Critique
- Les novel-les de Joan Vilacasas, Quaderns d'arxiu, Fundació Bosch i Cardellach, Sabadell, 2002  (ISBN 84-95113-09-0)

### Anthologies
- Antoni Dalmases Pardo, Carme Forcadell i Lluís et Josep M. Ripoll Peña, Paisatge urbà, Generalitat de Catalunya, Columna Edicions, 1994  (ISBN 84-7809-621-3)
- Heterodòxies, a cura de Josep M. Ripoll, La Magrana, Barcelone, 1995 (Selon la couverture de l'ouvrage Heterodòxies est une anthologie d'écrits se situant sur un terrain hybride entre  la narration, le poème en prose, l'observation quotidienne, la fausse érudition, l'essai, l'évocation personnelle et dans certains cas la facétie. Se trouvent rassemblés des textes, notamment, de Santiago Rusiñol, Eugenio d'Ors, Josep Carner, Josep Vicenç Foix, Francesc Trabal, Joan Brossa, Guillem Viladot, Joseph Pla, Joan Perucho, Jordi Sarsanedas, Pere Gimferrer et Miquel Brauçá.)  (ISBN 84-7410-823-3)

### Article
- Josep Maria Ripoll i Carme Miralda, « Els jardins que ens manquen, Una conversa amb Xavier Oriach », dans Quadern no 192, Sabadell, octobre-novembre 2013